# New Zealand Journal of Forestry
New Zealand Journal of Forestry – recenzowane czasopismo naukowe publikujące w dziedzinie nauk o lesie.
Pismo wydawane jest New Zealand Institute of Forestry i publikuje artykuły z zakresu leśnictwa dotyczące Nowej Zelandii i wysp południowego Pacyfiku.
Historia czasopisma sięga 1925 roku, kiedy to zaczęło być ono wydawane pod nazwą Te Kura Ngahere, co po maorysku oznacza "szkoła leśna". Wówczas organem wydawniczym był Forestry
Club przy Canterbury College School of Forestry. Jego pierwszym redaktorem, od 1925 do 1934, był F. E. Hutchinson. W tamtym okresie na Nowej Zelandii istniała tylko jedna uczelnia wyższa, University of New Zealand, z koledżami obwodowymi w różnych miastach, a pierwsza szkoła leśna, wspomniana Canterbury College School of Forestry, powstała zaledwie rok wcześniej. Pod obecną nazwą pismo ukazuje się od 1937 roku. Numery starsze niż około trzyletnie są udostępnione bezpłatnie na stronie internetowej czasopisma.